# Mihrimah Sultan
Mihrimah Sultan (Constantinopel, 21 maart 1522 - aldaar, 25 januari 1578) was de dochter van de Ottomaanse sultan Süleyman I en zijn vrouw Hürrem Sultan. Ze werd begraven in Süleymaniye Moskee.

## Biografie
Mihrimah reisde samen met haar vader door het Ottomaanse Rijk. Hij hield toezicht op de landerijen en veroverde nieuwe. Volgens de Perzische literatuur reisde ze op een Arabische hengst, Batal, met hem mee naar de Slag bij Gizeh in het noorden van Egypte buiten Alexandrië.
Op 26 november 1539, toen Mihrimah zeventien jaar oud was, werd ze uitgehuwelijkt in Istanboel aan Damat Rüstem Pasha. Hij was de grootvizier onder Süleyman. Ondanks de ongelukkige verbintenis, bloeide Mihrimah uit tot patrones van de kunsten en vervolgde de reizen met haar vader tot aan de dood van haar man.
Mihrimah bezat een grote politieke macht. Dat illustreren volgende feiten:
- Ze moedigde haar vader aan om een campagne te voeren tegen Malta, met de belofte om 400 galeien voor haar eigen rekening te bouwen.
- Ze schreef net zoals haar moeder brieven aan koning Sigismund II, de koning van Polen.
- Op de dood van haar vader leende ze 50 000 gouden soevereinen aan haar broer Sultan Selim om aan zijn onmiddellijke behoeften te voldoen.

Ze was niet enkel een prinses, maar fungeerde ook als Valide Sultan ("koning-moeder") voor haar jongere broer Selim II. Ze regeerde als Valide Sultan van 1566-1574. In Ottomaans Turkije had de Valide Sultan toegang tot de economische middelen en financierde ze vaak grote architecturale projecten. Mihrimah Sultans beroemdste stichtingen zijn de twee moskeeën in Istanboel die haar naam dragen, beide ontworpen door de hoofdarchitect van haar vader, Sinan. De Mihrimah Moskee aan de Edirne Poort, aan de westelijke muur van Istanbul, was een van Sinans meest fantasierijke ontwerpen. De tweede moskee is de Iskele Moskee. Dat is een van Üsküdars meest markante punten.

### Mythe
Er wordt gezegd dat Sinan, de hoofdarchitect van haar vader, verliefd was op Mihrimah. Hij zou een kleinere moskee in Edirnekapi gebouwd hebben, zonder paleisgoedkeuring, opgedragen aan zijn geliefde. Zo zou op 21 maart (Mihrimah's verjaardag en wanneer dag en nacht even lang zijn), op het moment van de zonsondergang, als de zon achter de ene minaret van de moskee in Edirnekapi zit, de maan opkomen tussen de twee minaretten van de moskee in Üsküdar.